# Michael Estrada
Michael Steveen Estrada Martínez (ur. 7 kwietnia 1996 w Guayaquil) – ekwadorski piłkarz występujący na pozycji napastnika, reprezentant Ekwadoru, od 2024 roku zawodnik LDU Quito.

## Kariera klubowa
Estrada pochodzi z miasta Guayaquil i jest wychowankiem tamtejszej drużyny CS Patria. Pierwszy profesjonalny kontrakt podpisał w wieku szesnastu lat z klubem CSD Macará z miasta Ambato, w którego barwach za kadencji szkoleniowca Fabiána Bustosa zadebiutował w ekwadorskiej Serie A, 10 marca 2013 w przegranym 0:1 spotkaniu z Barceloną. Na koniec swojego premierowego sezonu 2013 spadł z Macarą do drugiej ligi i dopiero na zapleczu najwyższej klasy rozgrywkowej młody gracz wywalczył sobie pewne miejsce w wyjściowym składzie. Jako czołowy strzelec drugiej ligi, już po dwóch latach – na koniec sezonu 2015 – powrócił z Macarą na najwyższy szczebel, jednak bezpośrednio po awansie na zasadzie wypożyczenia zasilił CD El Nacional ze stołecznego Quito. Debiutancką bramkę w pierwszej lidze strzelił 7 lutego 2016 w wygranej 2:1 konfrontacji z Barceloną. Ogółem w barwach El Nacional grał przez rok, będąc kluczowym ogniwem formacji ofensywnej – stworzył skuteczny duet atakujących ze starszym o szesnaście lat Christianem Larą.
W styczniu 2017 Estrada został zawodnikiem klubu Independiente del Valle z siedzibą w Sangolquí.

## Kariera reprezentacyjna
W seniorskiej reprezentacji Ekwadoru Estrada zadebiutował za kadencji selekcjonera Gustavo Quinterosa, 22 lutego 2017 w wygranym 3:1 meczu towarzyskim z Hondurasem.